# Grothus
Grothus (Grothaus) – herb szlachecki.

## Opis herbu
W polu srebrnym ukośno-prawy pas czarny, od spodu blankowany. Klejnot: z korony nad hełmem dwa skrzydła orle, prawe czarne ze srebrnym pasem blankowanym i lewe srebrne z czarnym pasem blankowanym.

## Herbowni
Grothus, Grothuz.